# Alpe Adria liga u vaterpolu 2013./14.
Alpe Adria liga u vaterpolu za 2013./14. je prva sezona ove lige nakon višegodišnje stanke. Sudjeluje osam klubova iz Hrvatske, Italije i Slovenije. Igra se kroz turnire jednokružnim liga-sustavom, te potom završnim turnirom. Pobjednik lige je momčad Albamarisa iz Biograda na Moru.

## Sudionici
- Albamaris - Biograd na Moru
- Garestin - Varaždin
- Gorizia Pallanauto - Gorizia
- WP Trieste - Trst
- Gorica - Nova Gorica
- Žusterna - Kopar
- Ljubljana - Ljubljana
- Mrož - Ljubljana

## Ljestvica i rezultati

### Ljestvica
| mj | klub               | ut | pob | ner | por | gol+ | gol- | bod |                |
| -- | ------------------ | -- | --- | --- | --- | ---- | ---- | --- | -------------- |
| 1. | Albamaris          | 7  | 7   | 0   | 0   | 49   | 23   | 21  | za pobjednika  |
| 2. | Žusterna           | 7  | 6   | 0   | 1   | 56   | 28   | 18  | za pobjednika  |
| 3. | Gorizia Pallanauto | 7  | 5   | 0   | 2   | 43   | 24   | 15  | za pobjednika  |
| 4. | Garestin           | 7  | 4   | 0   | 3   | 60   | 38   | 12  | za pobjednika  |
| 5. | Ljubljana          | 7  | 2   | 0   | 5   | 28   | 40   | 6   | za 5.8. mjesto |
| 6. | WP Trieste         | 7  | 2   | 0   | 5   | 29   | 41   | 6   | za 5.8. mjesto |
| 7. | Mrož               | 7  | 2   | 0   | 5   | 34   | 72   | 6   | za 5.8. mjesto |
| 8. | Gorica             | 7  | 0   | 0   | 7   | 26   | 58   | 0   | za 5.8. mjesto |

### Završni turnir
Igrano u Kopru 25. i 26. svibnja 2014. Momčad Gorizia Pallanauto nije nastupila.
Za 5. – 8. mjesto
| klub1                                  | rez.          | klub2         |
| poluzavršnica                          | poluzavršnica | poluzavršnica |
| -------------------------------------- | ------------- | ------------- |
| Ljubljana                              | 3:1           | Gorica        |
| WP Trieste                             | 8:4           | Mrož          |
|                                        |               |               |
| za 6. mjesto                           |               |               |
| Mrož                                   | 1:3           | Gorica        |
|                                        |               |               |
| za 5. mjesto i plasman u poluzavršnicu |               |               |
| WP Trieste                             | 5:3           | Ljubljana     |

Za pobjednika
| klub1         | rez.          | klub2         |
| poluzavršnica | poluzavršnica | poluzavršnica |
| ------------- | ------------- | ------------- |
| Albamaris     | 5:4           | WP Trieste    |
| Žusterna      | 3:4           | Garestin      |
|               |               |               |
| za 3. mjesto  |               |               |
| Žusterna      | 7:4           | WP Trieste    |
|               |               |               |
| za pobjednika |               |               |
| Albamaris     | 7:3           | Garestin      |

## Poveznice i izvori
- facebook stranica lige
- varazdinske-vijesti.hr, Počela novoosnovana amaterska Alpe Adria Waterpolo League, pristupljeno 31. svibnja 2014.
- portalbiograd.com, Alpe Adria Waterpolo League: Albamaris drugi na ljestvici  Arhivirana inačica izvorne stranice od 22. listopada 2014. (Wayback Machine), pristupljeno 31. svibnja 2014.
- portalbiograd.com, VK Albamaris osvojio “Alpa adria waterpolo league”  Arhivirana inačica izvorne stranice od 3. lipnja 2014. (Wayback Machine), pristupljeno 31. svibnja 2014.
- antenazadar.hr, Biogradski Albamaris prvak 1. amaterske regionalne vaterpolske lige “Alpe- Adria”! , pristupljeno 31. svibnja 2014.
- varazdin.hr, VK Garestin osigurao nastup na final fouru Alpe Adria lige, pristupljeno 31. svibnja 2014.